# Arco de Wellington
O Arco de Wellington, também conhecido como Arco da Constituição ou (originalmente) Arco de Green Park, é um arco do triunfo situado a sul de Hyde Park, no centro de Londres. O arco, junto com o Marble Arch, foi projetado em 1825 por Jorge IV para comemorar as vitórias britânicas nas Guerras Napoleônicas. O Arco de Wellington por sua vez, foi concebido como um portal externo para Constitution Hill e, portanto, uma grande entrada para o centro de Londres a partir do oeste.

## História
O arco foi construído entre 1826 e 1830 seguindo os desenhos de Decimus Burton. A maior parte da ornamentação externa que estava planejada foi omitida como gesto para economizar despesas significativas depois que o rei tinha feito gastos para reformar o Palácio de Buckingham, realizada ao mesmo tempo.
Originalmente, o arco se levantava justo em frente da Apsley House, em ângulo reto desde seu atual local.
Em 1846, elegeram o Arco para colocar uma estátua de Sir Arthur Wellesley, 1.º Duque de Wellington, marechal e primeiro-ministro. A estátua, realizada por Matthew Cotes Wyatt, coroava o monumento e tinha 8,5 m de altura, sendo a maior estátua equestre que fora feita.  Era tão grande que gerou bastante controvérsia na época.
Entre 1882 e 1883, o Arco foi movido até sua atual localização em Hyde Park Corner para facilitar uma maior amplitude na calçada. Hoje em dia está no meio de uma grande rotunda.
A estátua equestre do Duque foi trasladada para Aldershot e foi substituída, em 1912, por uma grande carruagem de bronze desenhada por Adrian Jones. A escultura representa o anjo da paz descendo com o carro da guerra. A cara do cocheiro da carruagem é de um pequeno garoto (que teve como modelo o filho de Lord Michelham, que fundiu a escultura). O anjo da paz foi modelado com base em Beatrice Stewart. A estátua é a maior escultura de bronze da Europa.